# Eleutherodactylus armstrongi
Eleutherodactylus armstrongi är en groddjursart som beskrevs av Noble och Hassler 1933. Eleutherodactylus armstrongi ingår i släktet Eleutherodactylus och familjen Eleutherodactylidae. IUCN kategoriserar arten globalt som starkt hotad. Inga underarter finns listade i Catalogue of Life.